# 유나 (1992년)
유나(본명: 서유나, 1992년 12월 30일~)는 대한민국의 가수이다. 과거 걸 그룹 AOA의 메인보컬과 키보드를 맡았다. 동생은 베리굿 멤버 서율이다. 유나는 가수 활동 외의 작곡 활동도 같이 하고 있다. 작곡명 E:NA로 활동중이며, 걸그룹 트와이스와 ITZY의 앨범에도 참여한 것으로 알려졌다.

## 학력
- 양운중학교 (졸업)
- 경기여자고등학교 (졸업)

## 생애
1992년 12월 30일 부산에서 태어났다. 7살 때부터 클래식 피아노를 쳤으며, 콩쿨대회에 나가 상을 받은 적도 있다. 고등학교 2학년 때부터 가수의 꿈을 꾸기 시작하였고 부모님의 반응은 피아노를 더 하기를 바라셨다고 한다. 결국 부모님을 설득해 혼자 부산에서 서울로 상경해 삼촌댁에 머물면서 학원도 다니고 여기저기 오디션을 보러 다니다가 19살 때 연습생 생활을 시작했다. 오디션 때 피아노 연주를 하며 켈리 클락슨의 If No One Will Listen을 불러 합격하였다.

## 음반 활동
- 2013년 미래의 선택 OST - I'm OK

## 가수 외 활동

### 드라마
- 2015년 KBS2 웹드라마 스페셜 《프린스의 왕자》 - 박유나 역
- 2016년 네이버 TV 웹드라마 《마이 올드 프렌드》 - 은재 역
- 2017년 iHQ DRAMA & UMAX 수목드라마 《싱글와이프》 - 황효림 역
- 2019년 네이버 tvcast 《사랑공식 11M》 - 소진 역
- 2020년 네이버 tvcast 《빅픽처 하우스》 - 남가영 역

### 뮤지컬
- 2013년 뮤지컬 《Summer Snow》 - 여주인공 설희 역

### 방송
- 2018년 MBC 《미스터리 음악쇼 복면가왕》 - 내 노래는 수능 금지곡! 수능만점 < 참가자 >
- 2024년 MBC 《라디오스타》게스트